# Camponotus impressus
Camponotus impressus é uma espécie de inseto do gênero Camponotus, pertencente à família Formicidae.